# 波蘭醫學生事件
波蘭醫學生事件，又稱波波牙醫事件、波波醫師事件，是指2008年起所發生、台灣對於在歐洲部分國家取得醫學學歷的爭議，探討台灣是否應比照對西歐國家的標準認可承認赴中東歐國家（例如波蘭）就讀醫學院的學生學歷認證。此爭議受到媒體關注後，揭露了除了波蘭以外，還有前往其他新加入歐盟的國家如斯洛伐克（2004年加入歐盟）、羅馬尼亞（2007年加入歐盟）等國家習醫的情形。
自2010年起，衛生署對於持國外醫學系學歷之醫師通過醫師考試分試第1階段後，須接受本署分發至國內教學醫院完成一年臨床實作訓練（實習）且成績及格後，始得報考醫師分試考試第2階段考試，通過後領有醫師證書，始才具有執業資格。至2016年對於後續加入的歐盟國家仍無把關機制，例如波蘭等國家畢業生不需通過外國學歷甄試依然得以直接報考台灣的醫師國考。

## 原由
事件起因於中華民國教育部承認九大醫療先進地區（香港、新加坡、日本、美國、加拿大、南非、澳洲、紐西蘭及“歐洲”）的醫學系學歷，其中的“歐洲”定義為西歐先進國家為主的歐盟。但因自2004年起，中東歐國家一一加入歐盟，使得教育部一併承認了波蘭等國家的醫學生學歷。因緣際會下，波蘭部分醫學院也針對外國學生開設以英語教學的班別，解決語言隔閡問題。因此，台灣的留學代辦業者和一些苦於兒女無法在台習醫的家長（台灣大學醫學系最低分數未達錄取標準），因此轉往波蘭習醫。
台灣與波蘭的醫學系學制並不相同：台灣的大學制醫學系，需修習五至七年（2013年已改制四至六年）同時內含一年的實習，至於學士後醫學系，也是在實習完成之後才畢業。而波蘭醫學院則讀四至六年（學士後醫學士同台灣為四年）。國外（如美國、波蘭）實習是在畢業以後才實施，和國內自2011年起的一年期畢業後一般醫學訓練的postgraduate year（PGY）相同。然而赴波蘭就讀醫學院的學生，從學校畢業後海歸可以跳過學歷甄試直接報考台灣的第一階段醫師國考，考過就可以取得醫師執照，等於是法規有漏洞。
自2008年起陸續有自波蘭畢業的醫學生回台灣行醫，其中中山醫學大學附設醫院招收其中七名為住院醫師，引起爭議。但是當2008年大量前往波蘭習醫並且取得醫師執照的醫師回台進入醫院後，相當比例的這種資歷的醫師，被和他們共事的醫師認為臨床能力不足，也揭露波蘭醫學生未經實習即進入醫院。此一現象逐漸在網路上引起討論，其中尤以批踢踢醫學生版討論最為熱烈，部份積極的網友動員並投稿媒體、聯絡行政院衛生署和立法委員。衛生署於是考慮重新修定《醫師法》，檢討要求國外習醫者皆需學歷認證和實習才可回台灣行醫；上述修法研議也引起了部份波蘭醫學生家長的反對，法律本身制定就如此，並非鑽法律漏洞，希望衛生署設日落條款。

## 雙方意見
主張修改醫師法一方所持的理由（衛生署和台灣醫學生的立場）
1. 2009年7月9日中華民國考選部公告查證及開會決議的結果，波蘭醫學生沒有完整實習經驗，不得應考醫師國考；波蘭台生和家長們聲稱的實習其實只是見習，且時數只有二千小時，遠遠不及台灣醫學生八千小時的實習經驗。此為政府單位直接戳破波蘭醫學生實習謊言的明證；但同時期來自美國、加拿大、澳洲的五名醫學生卻符合資格。[10]。
2. 波蘭在學的臨床課程為見習（clerkship），並非實習（internship），赴波蘭就讀醫學院的學生並未取得波蘭的醫師資格，也未在波蘭實習、卻能在通過台灣醫師國考後取得台灣醫師資格。波蘭當地要求醫學生畢業後，必須在當地再實習18個月（post-graduate internship）才能考取醫師執照。赴波蘭的台灣學生畢業後未實習也未取得波蘭醫師執照，即回台灣考醫師國考後擔任醫師。在波蘭唸醫學院，卻不先取得波蘭醫師執照，令人懷疑波蘭是否為國際班的學歷背書。[11][12]。
3. 赴波蘭就讀醫學院的學生在波蘭進入大學畢業後四年制醫學系或六年制醫學系即回台行醫，而台灣醫學系必須修習七年。赴波蘭就讀醫學院的學生可與台灣醫學生一起參加通過率約九成的醫師執照考，而非較嚴格的學歷檢定考[13]。
4. 赴波蘭學醫的學生不須類似托福等考試，而以面試為主要依據入學標準較低，只要負擔得起學費（一年約一百萬新台幣），以自行申請或是透過代辦（仲介費一萬美元）即可就讀，許多原本在國立台灣大學聯考無法考上醫學系的學生赴波蘭學醫，部份從菲律賓轉學至波蘭的台灣學生甚至已經學成回台灣執業。與台灣醫學系入學成績約為參加大學入學考試者前1.5%的門檻相差甚多，使得在台灣考不上醫學系的學生只需花錢出國念，避開了台灣競爭激烈的大學聯考，不甚公平[14][15][16][17][18]。
5. 赴波蘭就讀醫學院的學生是在特別設立的國際班就讀，而且波蘭當地不允許這些畢業生取得醫師執照，因此在網路上被譏為台生專班[14]。
6. 赴波蘭就讀醫學院的學生回台後，擔任住院醫師，卻反而發生需要台灣實習醫生教導的狀況，引起醫療品質堪憂的疑慮，也間接證明波蘭醫學生缺少實習經驗的情況[8]。
7. 波蘭在歐洲31個國家的醫療排名為25，在新聞中被譏為倒數，名次僅高於葡萄牙、拉脫維亞、馬其頓和羅馬尼亞等國，在波蘭習得的醫術不見得跟得上台灣醫學發展現況。[19]。

反對上述一方所持的理由（波蘭台生和家長所持立場）：
1. 赴波蘭就讀醫學院的學生並非程度低落，後醫四年制醫科需四年制大學畢方可入學，合併修業年數最少八年外，亦有研究所畢業後報考。
2. 波蘭醫學院國際班直接受當地政府監督、承認，可參加當地醫師國考合格於歐盟27國內就業。
3. 根據大型媒體集團汤森路透所做的調查，並以全世界進行長達五年的評比，波蘭在臨床醫學（Clinical Medicine）上的成就與品質，相當突出，並非醫學生口中醫術落後的地區[20]。許多人引用「波蘭在歐洲31個國家的醫療排名為25，名次僅高於葡萄牙、拉脫維亞、馬其頓和羅馬尼亞等國，在波蘭習得的醫術不見得跟得上台灣醫學發展現況」的這種說法，然而此項是「就醫品質」排名，卻變成醫術或是醫療教育評比排名，進行波蘭醫學教育抹黑與中傷。
4. 並無特設台灣專班，班上都有歐美同學共同上課、考試，人數本來就比台灣留學生多，考試與評分也沒有因為台生而有任何優惠。
5. 在立法院公聽會上，台灣醫學生抨擊波蘭醫學生要花五百萬買學位[21]。實際上一年學費約新台幣五十萬（波茲南國際班每年15,000~17,500美元），後醫四年制醫科四年為二百萬元、六年制醫科六年約為三百萬的學費，不僅比公聽會上台灣醫學生所說少了一半，成績不佳亦會被退學。相對合理的學費與相當的醫學品質才是民眾選擇波蘭習醫的原因。
6. 到波蘭留學事先都是依法且詢問衛生署與教育部及考選部確認確實符合醫師法第四條之一規定，所以才至波蘭習醫，絕非部分人口中的鑽漏洞。
7. 部分波蘭醫學院實習證明被考選部認為不符合規定，制度上的不符規定到了台醫學生口中卻變成這些人通通沒實習，並將"部分"擴及全部波蘭醫學生都沒實習進行抗議宣傳。

## 事件發展
2009年4月5日：一位波蘭畢業生在台大醫院外科部二次招考外科住院醫師時順利入選，引發台大醫院高層激辯，部分教授質疑自波蘭習醫畢業，大部份教授認為台大不能"降格"以求，不過亦有不同的聲援聲音認為血統居然比能力更重要。4月8日，台大外科部開會討論，決議：目前暫不考慮錄用資格受爭議的醫學畢業生。
2009年4月19日：在波蘭擁有最多台生就讀的波茲南醫學大學前校長和副校長到台灣，先後拜會教育部和立法院，並召開記者會表示波茲南是好學校，但面對台灣記者關於該校全世界排名等問題，二人並未回答。
2009年5月6日：立法院舉辦「持國外學歷應本國醫師考試資格」公聽會，有教育部、衛生署和立委、醫學院教授賴其萬、黃富源、波蘭醫學生家長代表和台灣醫學生聯合會代表等人發表意見。會議的內容傾向修改《醫師法》，衛生署長葉金川亦重申持外國學歷需實習和甄試。但波蘭醫學生家長引用和信醫院院長黃達夫前一日發表在蘋果日報的文章，表達自己的子女學歷應受保障，希望不用考學歷甄試，並有不少立委表達支持，傾向對已經入學的學生設置落日條款。黃達夫於2004年曾在師大附中學生座談中對學生表示，想當醫師若考不上，「就要一直考下去」。
2009年5月31日：因立法院不打算將《醫師法》修正案排入該會期的議程，台灣醫學生聯合會於2009年5月22日在網路上發起號召「531大遊行」，一週內串連了全台北中南十一所醫學院校和其他大專院校。5月31日在台北市有二千名醫學生和民眾走上街頭，其中亦有已在醫院服務的醫師及醫學院教授加入，遊行四大訴求為「速修法、要實習、反落日、保健康」。遊行現場遞交了十萬人的連署書給立法院環境衛生召委黃淑英委員。這是台灣第一次醫學生集體走上街頭，同時也是罕見大規模的醫學生運動。作家九把刀亦全程參加並發表聲明支持這次的遊行。
2009年6月4日：行政院提出初步的《醫師法》修正案，並於當日院會通過。法案明訂兩個考照條件：（1）持國外認可之學歷，需經學歷甄試通過；（2）需於衛生署指定之醫療機構實習期滿且成績及格。。
2009年6月8日：立法院社會福利及衛生環境委員會審查國民黨籍立委鄭汝芬、民進黨籍立委涂醒哲等人分別提出的《醫師法》第4條之1修正草案。行政院版本因來不及排入議程，未併案討論。委員直言，委員會上，「各方勢力拉鋸，立委也各有立場」。
葉金川對該事件表示：「台灣一年到波蘭念醫學院的學生高達100到150人，已到氾濫程度」、「波蘭對以英文教學的國外班（指國際班醫學生）放水，給予特別處理」、「波蘭醫學院沒做好管控，入學不必考試，教學鬆散」、「英文班不能在波蘭執業，等於是幫台灣開醫學院，這樣行嗎！」。葉金川並承諾最遲在6月12日，會以書面形式說明波蘭醫學院學制及實際情況，提供立委參考。。
2009年6月25日：考選部以公文緊急通知部分波蘭醫學生，原實習證明不符考選部規格，要在6月30日以前補交實習一年的證明文件，才能參加國考。這項突如其來的限制，讓部分學生、家長很錯愕，而在6月29日到考選部陳情。經協調後，考選部同意一週內開會討論，原則上會准許這些波蘭留學生參加醫師專技高考。

2009年7月1日：十餘名台灣醫學生代表至考選部陳情，要求考選部應秉持專業審查外國學生實習資格。考選部表示一週內將再度開會，對九大地區醫學生一視同仁，全權交由醫師、牙醫師考試審議委員會審查。
2009年7月2日：國民黨籍立委侯彩鳳轉述，在六月底時，波蘭醫師會理事長曾率團來台拜會衛生署，希望台灣方面暫緩修改《醫師法》；不過，衛生署表示，修法案已送立法院，衛生署無權干預。
2009年7月9日：經聽取留學各國醫學生陳述後，考試院審議委員會決議，早先取得波蘭學歷並曾參加過國內醫師考試者，基於信賴保護得繼續報考；但新取得波蘭學歷的首次應考者，今年起不得報考。考選部認為，報考人在波蘭醫學院所擔任工作為「見習」而非「實習」，且該課程以英語教學，在波蘭醫院透過翻譯與病患接觸，恐難達成醫、病完全溝通效果。衛生署醫事處處長石崇良說，尊重考選部對考試資格的決定。石崇良說，國內醫學生實習時間約八千小時，波蘭等部分外國醫學生則僅實習兩千小時。波蘭醫學生家長聯誼會對考選部決議感到遺憾。台灣醫學生聯合會則表示，已認定波蘭醫學生未完成實習，依《醫師法》規定即不能參加考試，之前已應試者也應該不得應考。同時報考尚持有外國學歷者有美國、加拿大、澳洲等醫學、牙醫學歷五人，則符合資格，准予報考
。
2009年7月15日：第7次審查委員會議做出決定後，考選部長楊朝祥認為有程序不完備之處
，故召開第8次醫師牙醫師考試審議委員會，以共識決做出「暫准報名，緩發及格證書」決議，並且在7月16日寄出准考證。
2009年7月20日台灣醫學生聯合會率二百餘名民眾前往監察院陳情，抗議考選部政策大轉彎。
楊朝祥隨後表示，考選部絕對沒有對與會者施壓。
但《今周刊》657期指出：「考選部部長楊朝祥要求『聽聽波蘭台生的意見』。在七月八日作出決策後，考選部從五間開設國際班的波蘭醫科中，各請來兩名台籍學生，向考選部報告當地的醫學教育，但十人代表是誰？考選部又是如何選出這十人代表？外界無從得知；而這十人所陳述內容的公信力，也就無從查證。」
2009年10月15日：監察院針對波蘭醫學系畢業生回國報考醫師考試之相關爭議，通過對衛生署及教育部之糾正案。監察委員尹祚芊及錢林慧君，經多方蒐集事證，並分別約詢考選部部長楊朝祥、教育部前任部長鄭瑞城及衛生署副署長陳再晉等人後，認定教育部及衛生署，涉有明顯違失。加上留學仲介業者之操作，故93年間許多原於菲律賓修習醫科之學生，集體轉赴波蘭修習醫學。在此之後，更多學生逕往波蘭醫學系留學，以98年6月之留學資料為例，國人於歐洲留學人數計法國3人、西班牙5人，但波蘭即有671人。

2010年4月6日：衛生署公告，受理國外醫學及牙醫學畢業生臨床實作訓練選配分發名額：西醫70名，牙醫30名 

2010年5月19日：衛生署公告，可接收國外醫學生臨床實作醫院的容額，總計西醫502名，牙醫45名，醫院依申請數量排序分別為：署立新竹醫院63名，童綜合醫院40名，台北市立聯合醫院中興院區37名，台南市立醫院34名，彰化秀傳醫院32名，其餘院所申請數量為30至2名不等。雖然黃達夫醫師先前曾發言支持過波蘭醫學生，但是黃醫師任職院長的和信醫院，該年並沒有申請訓練國外醫學生。 

2013年，衛生福利部表示，波蘭目前係屬於上述九大地區的歐洲（歐洲聯盟會員國）承認範圍內。衛生福利部每年會先發函至符合訓練實習醫師教學醫院資格之醫院，請有意願之醫院提供可招收訓練外國醫學學歷之實習醫學生人數，待第一階段醫師考試放榜後，通過考試的考生，向本部申請臨床實作訓練，於本部採現場公開選配分發方式，依考生分試第一試考試成績高低，依序填入本部先前備准之醫院所提供之名額。

## 後續相關發展
2014年9月3日修正醫師法施行細則，針對「國外大學、獨立學院醫學系科，與國內同級同類學校規定相當之採認原則、不予採認情形及認定方式」，規定應由政府訂定明確規範。
2016年12月30日發布「國外大學或學院醫學系科學歷採認原則」，規範國外學歷有下列情形之一者，不予採認：
1. 經函授方式取得。
2. 各類研習班所取得之修課證書（明）。
3. 未經註冊入學及修業，僅以論文著作取得博士學位。
4. 名（榮）譽學位。
5. 非使用中文之國家或地區，以中文授課所頒授之學歷。
6. 未經教育部核定，在我國所設分校、分部及學位專班，或以國外學校名義委託機構在國內招生授課取得之學歷。
7. 以遠距教學方式取得之學歷。
8. 未提供完整醫學訓練課程，包括安排臨床實習課程。
9. 非經一般常態招生或入學管道。
10. 該國政府對我國同級同類學校之醫學學歷未有「對等承認」。
11. 不具應當地國醫師執業應考條件。

## 相關事件
2013年12月8日：高雄阮綜合醫院，波蘭畢業的實習醫師在未親自診察患者的情況下做出診斷，造成患者在手術後死亡。
2023年9月14日：臺北市禾馨新生婦幼診所，一名从波茲南醫科大學毕业的刘姓女医师，以器械刺穿病患子宮及刺傷右側內髂動脈，經送國立臺灣大學醫學院附設醫院急救，仍於同日下午1時41分許宣告死亡。臺北地方法院依過失致死罪判處劉姓女醫師7個月徒刑、緩刑5年，連帶賠償共1050萬元和解。

## 專題報導
- 六百五十名台生赴波蘭就讀醫學院 首批「東歐醫生」明年投入台灣市場 （页面存档备份，存于）
- 我就是波蘭醫生! （页面存档备份，存于）